# 綾小路諒真
綾小路 諒真（あやのこうじ りょうま、1980年6月23日 - ）は、日本の歌手。永遠の14歳を自称している。ロックバンド、エロホンブレイカーズ メインボーカルを務める。東京都調布市出身。現在は札幌を拠点に活動中。血液型はA型。
アーティスト活動からイベントMC、俳優、モデル、ラジオパーソナリティなど幅広い活躍を見せる。 氣志團の綾小路翔に影響を受け、リーゼントにしている。愛称は「あやの君」「諒やん」「あやや」「りょまさん」など。座右の銘は「始めるには遅すぎる、されど諦めるには早すぎる」

## 出演
バラエティ番組
- ひまの湯（2013年9月、札幌テレビ放送）

モデル
- Jcuer Body Jewelry Men's Model（2012年3月）

ショートフィルム
- 「7月7日」（2012年、ローソン・クワトロDシネマプロジェクト参加作品、監督：杉山りょう）- 主演ヤスオ役
- 「愚怒猛仁愚、ヤンキー！」（2013年、第30回古湯映画祭 グランプリ/観客賞・伊庭記念会TSS（テレビ新広島）ショートムービーフェスティバルX 準グランプリ・米国アカデミー賞公認SHORTS SHORTS FILMFESTIVAL&ASIA 2014 JAPAN部門入選・[[]]2013 入選・おもいがわ映画祭2013 入選・渋谷まほろば映画祭2013 入選・高雄電映節2014（台湾）招待作品・福井駅前映画祭2015　入選、監督：杉山りょう）- 主演
- 「帰っておいで」（2015年、第25回らいらっく文学賞受賞作品、監督：杉山りょう）- 黒服 坂口役  

ミュージックビデオ
- 青秋18切符（2013年）- 島みやえい子
- チャイム（2013年）- MAHO
- Black Saturday（2014年）- Mando Diao マンドゥ・ディアオ

ラジオ
- 綾小路諒真のROCK'N ROLL HIGH SCHOOL（2017年、エフエムとよひら） - 毎週火曜20:00～

## ライブ出演
イベントMC
- SIサーバーグランプリ北海道地区大会（2014年11月）
- SIサーバーグランプリ北海道地区大会（2015年11月）
- 北海ソーラン祭り余市港花火大会（2016年7月）
- SIサーバーグランプリ北海道地区大会（2016年11月）
- 北海ソーラン祭り余市港花火大会（2017年7月）

ライブ出演
- すすきのシアターライブ（2013年10月 ）
- BEACH FES ワンダフォ～ in 小樽ドリームビーチ（2014年8月）
- 帯広野外音楽フェス【帯音】（2015年8月）
- 札幌オータムFES（2015年10月）
- 帯広LIVE【帯音】（2016年2月）
- 帯広野外音楽フェス【帯広】（2016年8月）
- 札幌【新琴似中央秋の文化衆覚祭】（2016年9月）
- 札幌【おやじフェスティバル＠ザナドゥ】（2016年11月）
- 北都プロレス in 美唄ホテルスエヒロ（2016年12月）
- 【祝 ヨロコビノオスソワケ】in さくら劇場（2016年12月）
- 【さくら學園祭】 in さくら劇場（2016年12月）
- 帯広【新春初笑ディナーショー】（2017年1月）
- 札幌【CREAM SODA NITE 2017】（2017年6月）
- 東海大札幌高校【建学祭】（2017年7月）
- 恵庭【恵庭三四会まつり】（2017年7月）
- 札幌【SBP vol.22】HAL Present（2017年8月）
- 札幌オータムFES【DAM☆とも祭り】（2017年9月）
- 札幌【SBP vol.23】HAL Present（2017年9月）
- 札幌【SBP vol.25】HAL Present（2017年11月）
- 札幌【光風会 クリスマスパーティー】（2017年12月）
- 札幌【SBP vol.26】HAL Present（2017年12月）
- 札幌【BANG BANG ROCK'N ROLL】（2017年12月）
- 札幌【新年会＠ザナドゥ】（2018年1月）
- 札幌【SBP vol.27】HAL Present（2018年1月）
- 帯広【帯音2018】（2018年2月）
- 札幌【HAL結成10周年記念ワンマン】（2018年3月）
- 札幌【SBP vol.28】HAL Present（2018年3月）
- 札幌【SBP vol.29】HAL Present（2018年4月）
- 札幌【BANG BANG ROCK'N ROLL】（2018年4月）
- 札幌【SBP vol.30】HAL Present（2018年5月）
- 札幌【CREAM SODA NITE 2018】（2018年6月）
- 札幌【SBP vol.31】HAL Present（2018年6月）
- 札幌【SBP vol.32】HAL Present（2018年7月）